# Сталинабадская область
Сталинаба́дская область (тадж. вилояти Сталинобод) — административная единица на территории Таджикской ССР, существовавшая в 1939—1951 годах.
Сталинабадская область находилась в центре республики (включая республиканский центр — город Сталинабад). Административный центр — город Сталинабад. В области были развиты машиностроение, металлообработка, цветная металлургия, лёгкая, пищевая промышленность и сельское хозяйство.

## История
Сталинабадская область была одной из первых четырёх областей республики, образованой Указом Президиума Верховного Совета СССР от 27 октября 1939 года на территории ряда районов республиканского подчинения (входивших до 1930—1931 годов в состав Гиссарского и Курган-Тюбинского округов).
В состав области вошли:
- город Сталинабад
- город Курган-Тюбе[2]
- Варзобский район
- Ворошиловабадский район[2]
- Гиссарский район
- Дагана-Киикский район[2]
- Джиликульский район[2]
- Кагановичабадский район[2]
- Кировабадский район[2]
- Кокташский район
- Куйбышевский район[2]
- Курган-Тюбинский район[2]
- Микоянабадский район[2]
- Молотовабадский район[2]
- Нурекский район
- Октябрьский район[2]
- Орджоникидзеабадский район
- Пахтаабадский район
- Рамитский район
- Регарский район
- Рохатинский район
- Сталинабадский район
- Файзабадский район
- Шаартузский район[2]
- Шахринауский район
- Яванский район

7 января 1944 года частично из южных районов области образована Курган-Тюбинская область (к ней отошли город Курган-Тюбе, а также Ворошиловабадский, Дагана-Киикский, Джиликульский, Кагановичабадский, Кировабадский, Куйбышевский, Курган-Тюбинский, Микоянабадский, Молотовабадский, Октябрьский и Шаартузский районы). В том же году из Гармской области в Сталинабадскую был передан Оби-Гармский район (в 1947 году возвращён обратно).
В ноябре 1944 года в Сталинабадской области был образован Алмасинский район, но уже в августе 1948 года он был упразднён.
Указом Президиума Верховного Совета СССР от 23 января 1947 года Курган-Тюбинская область была упразднена и в полном составе присоединена к Сталинабадской.
10 апреля 1951 года Указом Президиума Верховного Совета СССР область ликвидирована, административные районы области вошли непосредственно в состав Таджикской ССР.

## Органы управления
К органам управления относились:
- Сталинабадский областной комитет КП(б) Таджикистана;
- и другие советы.